# Häädemeeste
Häädemeeste (německy Gudmannsbach) je městečko v estonském kraji Pärnumaa, samosprávně patřící do obce Häädemeeste, jejímž je administrativním centrem.